# Associazione Calcio Magenta
L'Associazione Calcio Magenta, meglio nota come Magenta, è una società calcistica italiana con sede nella città di Magenta, facente parte della città metropolitana di Milano. Milita in Eccellenza, quinta serie del campionato italiano.
Fondata nel 1945, il Magenta vanta una partecipazione nel campionato cadetto nella stagione 1947-1948; inoltre i gialloblù hanno preso parte in totale a 13 campionati di livello nazionale (di cui 3 in Serie C). Nel suo palmarès annovera la vittoria di un campionato di Serie C nella stagione 1946-1947, e 6 campionati di Promozione (di cui uno vinto a livello interregionale nella stagione 1949-1950).

## Storia

### Alti e bassi: tra B, C e Promozione (1945-1950)
Fondato nel 1945, venne iscritto nel campionato di Prima Divisione nella stagione 1945-1946. Al termine della stagione venne ammesso in Serie C dalla Federazione.
All'epoca (1946-1947) il campionato di Serie C era diventato davvero elefantiaco, con ben 266 squadre iscritte suddivise in ben tre leghe interregionali (Nord, Centro e Sud). Il Magenta fu inserito nel girone C della Lega Interregionale Nord e vinse il girone, qualificandosi alle finali nord per la promozione in Serie B. Inserita nel girone A delle finali insieme a Sanremese ed Asti, il Magenta riuscì nell'impresa di battere la Sanremese e a pareggiare con l'Asti, vincendo così il girone con tre punti (uno in più della Sanremese) e conquistando una storica promozione in Serie B.
All'epoca (1947-1948) il campionato di Serie B a cui il Magenta fu ammesso non era a girone unico, bensì a tre gironi. La FIGC decise però che la Serie B sarebbe ritornata al girone unico dalla stagione 1948-1949, per cui solo le prime sette classificate di ognuno dei tre gironi della Serie B si sarebbero qualificate alla Serie B a girone unico della stagione successiva, mentre le altre sarebbero retrocesse. Il Magenta non fu mai in lotta per la salvezza: chiuse il campionato al 16º e terzultimo posto con 22 punti e tornò immediatamente in Serie C.
Nella stagione 1948-1949, trascorsa in una Serie C ridotta a quattro gironi in seguito alla riforma del 1948, il Magenta non riuscì a salvarsi sul campo, retrocedendo in Promozione. Come se non bastasse, dopo la fine del campionato, venne accolto in ritardo dalla Federazione un ricorso contro il giocatore magentino Carlo Brasca in quanto irregolarmente tesserato dal club mentre era già legato ad un'altra squadra. Ciò comportò la sconfitta a tavolino del Magenta in tutte le partite in cui era sceso in campo Brasca: la pesante penalizzazione comunque non cambiò l'esito della stagione del Magenta, che era già retrocesso sul campo.
Il Magenta seppe comunque riscattarsi, vincendo il girone E di Promozione e tornando in C dopo appena una stagione.

### Gli anni cinquanta
Nella stagione 1950-1951 il Magenta militò nel girone A della Serie C. Il club mancò però la salvezza per un punto, classificandosi quartultima e retrocedendo di nuovo in Promozione.
Nella stagione 1951-1952 il Magenta ottenne un ottimo secondo posto nel girone D della Promozione, ma per effetto del Lodo Barassi (istituzione della Serie C a girone unico) non fu ammessa in Serie C, bensì al neoistituito campionato di IV Serie.
Nella stagione 1952-1953 il Magenta, al debutto in IV Serie, riuscì a vincere il girone A, qualificandosi alle finali per la promozione, ma nel girone di finale A si classificò solo quarto e ultimo, mancando la promozione in Serie C.
Nelle due stagioni successive non riuscì a ripetere l'ottima stagione 1952-1953, anzi, nella stagione 1954-1955 mancò la salvezza per un punto, retrocedendo in Promozione lombarda.
Dopo due stagioni, tornò comunque in IV Serie, vincendo il girone C della Promozione lombarda 1956-1957. Perse i quarti di finale per il titolo lombardo contro il Rizzoli (2-1 all'andata e 1-1 al ritorno) ma fu comunque promossa lo stesso.
Nei campionati successivi, ritrovata la IV Serie (dal 1959 ribattezzata Serie D) riuscì sempre a salvarsi fino alla conclusione del decennio.

### Gli anni sessanta e settanta
Al termine della stagione 1960-1961 il Magenta abbandonò la Serie D, retrocedendo in Prima Categoria lombarda.
Seguì un periodo di risultati negativi che culminarono con la retrocessione in Seconda Categoria lombarda al termine della stagione 1964-1965.
In questi anni il presidente Giuseppe Oldani, sarto di magenta, amministrò per qualche anno.
Dopo un lungo periodo di declino, la squadra fece una timida risalita venendo promossa in Promozione lombarda, all'epoca massimo livello regionale, nel 1977. Per il resto degli anni settanta la squadra riuscì sempre a centrare l'obbiettivo salvezza.

### Gli anni ottanta e novanta
Dopo due campionati chiusi all'ottavo posto, nel 1982-1983 il Magenta lottò per la Promozione in Interregionale chiudendo il proprio girone al secondo posto a soli tre punti dal Fiorenzuola.
Seguirono stagioni altalenanti tra alti (4º posto nel 1984-1985) e bassi (13º posto e retrocessione sfiorata nella stagione 1985-1986), fino alla retrocessione in Prima Categoria lombarda avvenuta al termine della stagione 1988-1989.
Il Magenta riuscì di nuovo a risalire la china, venendo ammesso in Eccellenza lombarda nel 1992-1993, dove rimase fino alla retrocessione in Promozione nel 1995, conseguenza dell'ultimo posto nel girone.
Ritornò in Eccellenza al termine della stagione 1998-1999, vincendo agevolmente (13 punti di distacco sulla seconda, il Corsico) il girone C della Promozione Lombardia.

### Gli anni duemila
Dopo la retrocessione in Promozione al termine della stagione 2000-2001, il Magenta ci rimase fino al campionato 2005-2006, allorché, vincendo il girone A della Promozione Lombardia con ampio margine (6 punti sulla seconda, il Luino), ritornò in Eccellenza.
Nella stagione 2007-2008 evitò la retrocessione solo ai play-out battendo in entrambe le partite il Villanterio.
Anche nella stagione 2009-2010 si salvò ai play-out battendo il Luino con un complessivo 5-1 (somma dei risultati: 5-0/0-1).

### La storica promozione in Serie D dopo 63 anni
Nella stagione 2023-2024 si classifica al secondo posto e conquista i play-off del proprio girone. Al primo turno (11 maggio 2024) supera la FC Milanese pareggiando 1-1 in virtù della migliore posizione in classifica. Nel secondo turno (19 maggio 2024) supera l'Ardor Lazzate vincendo 2-1 così da poter accedere alla fase nazionale.
Il primo turno della fase nazionale vede ancora vincente il Magenta grazie alle partite giocate contro il ASV Tramin Fußball (2-1 andata - 26 maggio 2024 - Stadio Plodari / 0-5 ritorno - 2 giugno 2024 - Stadio di Termeno). 
Il secondo turno consente al Magenta di accedere alla storica promozione in Serie D grazie alle partite giocate contro l'Unione La Rocca Altavilla (0-0 andata - 9 giugno 2024 - Stadio Plodari / 2-2 ritorno - 16 giugno 2024 - Stadio comunale Paolo Rossi).  

## Strutture

### Stadio
Il Magenta disputa le partite interne allo stadio comunale Francesco Plodari.

## Società

### Settore giovanile
Ha ben 13 squadre che vanno dai piccoli amici 2013-2014 alla Promozione. Gli juniores militano invece nel campionato juniores regionale A.

## Allenatori e presidenti
| Allenatori - 1945-1946 ... - 1946-1947 Luigi Bonizzoni - 1947-1948 Gyula Polgár - 1948-1949 Luigi Bonizzoni - 1949-1950 ... - 1950-1951 Amedeo Biavati - 1951-1957 ... - 1957-1958 Piero Maronati - 1958-2021 ... - 2021-2022 Giacomo Diana - 2022-2025 Alessandro Lorenzi - 2025- Maurizio Ganz | Presidenti - 1945-1947 ... - 1947-1949 Francesco Plodari - 1949-2005 ... - 2005- Giovanni Cerri |

## Palmarès

### Competizioni interregionali
- Serie C: 1

1946-1947 (girone C)
- Promozione: 1

1949-1950 (girone E)

### Competizioni regionali
- Promozione: 5

1956-1957 (girone C), 1991-1992 (girone C), 1998-1999 (girone C), 2005-2006 (girone A), 2021-2022 (girone F)

## Statistiche e record

### Partecipazione ai campionati
Nel corso della sua storia il Magenta ha partecipato in totale a 66 campionati, di cui 14 a livello nazionale e 52 a livello regionale.
Nazionali
| Livello | Categoria      | Partecipazioni | Debutto   | Ultima stagione | Totale |
| ------- | -------------- | -------------- | --------- | --------------- | ------ |
| 2º      | Serie B        | 1              | 1947-1948 | 1947-1948       | 1      |
| 3º      | Serie C        | 3              | 1946-1947 | 1950-1951       | 3      |
| 4º      | Promozione     | 2              | 1949-1950 | 1951-1952       | 10     |
| 4º      | IV Serie       | 3              | 1952-1953 | 1954-1955       | 10     |
| 4º      | Interregionale | 2              | 1957-1958 | 1958-1959       | 10     |
| 4º      | Serie D        | 3              | 1959-1960 | 2024-2025       | 10     |

Regionali
| Livello | Categoria       | Partecipazioni | Debutto   | Ultima stagione | Totale |
| ------- | --------------- | -------------- | --------- | --------------- | ------ |
| V       | Prima Divisione | 1              | 1945-1946 | 1945-1946       | 11     |
| V       | Promozione      | 3              | 1955-1956 | 1977-1978       | 11     |
| V       | Prima Categoria | 4              | 1961-1962 | 1964-1965       | 11     |
| V       | Eccellenza      | 3              | 2014-2015 | 2023-2024       | 11     |
| VI      | Promozione      | 18             | 1978-1979 | 2021-2022       | 32     |
| VI      | Eccellenza      | 14             | 1992-1993 | 2013-2014       | 32     |
| VII     | Promozione      | 9              | 1991-1992 | 2005-2006       | 9      |